# Moisés Ferreira Coelho
Moisés Ferreira Coelho (* 8. April 1877 in Cajazeiras; † 18. April 1959 in Paraíba) war ein brasilianischer Geistlicher und römisch-katholischer Erzbischof von Paraíba.

## Leben
Moisés Ferreira Coelho empfing am 1. November 1901 die Priesterweihe und wurde am 16. November 1914 von Papst Benedikt XV. zum ersten Bischof des neu errichteten Bistums Cajazeiras ernannt. Die Bischofsweihe empfing er durch den Erzbischof von Paraíba, Adauctus Aurélio de Miranda Henriques, am 2. Mai 1915. Mitkonsekratoren waren der Erzbischof von Belém do Pará, Santino Maria da Silva Coutinho, und der Bischof von Aracajú, José Tomas Gomes da Silva. Am 12. Februar 1932 ernannte Papst Pius XI. Coelho zum Erzbischof-Koadjutor von Paraíba und Titularerzbischof von Beroea. Nach dem Tod von de Miranda Henriques folgte Coelho diesem am 16. August 1935 auf den Erzbischofsstuhl von Paraíba.

## Weblink
- Eintrag zu Moisés Ferreira Coelho auf catholic-hierarchy.org

| Vorgänger                             | Amt                              | Nachfolger                        |
| ------------------------------------- | -------------------------------- | --------------------------------- |
| —                                     | Bischof von Cajazeiras 1914–1932 | João da Matha de Andrade e Amaral |
| Adauctus Aurélio de Miranda Henriques | Erzbischof von Paraíba 1935–1959 | Mário de Miranda Vilas-Boas       |

| Personendaten    | Personendaten                                                            |
| ---------------- | ------------------------------------------------------------------------ |
| NAME             | Coelho, Moisés Ferreira                                                  |
| KURZBESCHREIBUNG | brasilianischer Geistlicher, römisch-katholischer Erzbischof von Paraíba |
| GEBURTSDATUM     | 8. April 1877                                                            |
| GEBURTSORT       | Cajazeiras                                                               |
| STERBEDATUM      | 18. April 1959                                                           |
| STERBEORT        | Paraíba                                                                  |